# نشانه (مجموعه تلویزیونی)
نشانه (لهستانی: Ślad) یک مجموعهٔ تلویزیونی جنایی و دلهره‌آور لهستانی است که در سال ۲۰۱۸ منتشر شد.

## گزیدهٔ بازیگران
- آنیتا یانچا
- ماریوش یاکوس
- آگنیشکا کاویورسکا
- سزاری ووکاشویچ
- پیوتر ویتکوفسکی
- یوآنا کورونیوسکا
- مارتسل سابات
- آدا فی‌یاو
- الکساندرا هامکاوو
- ووجیمیژ ماتوشاک
- پشمیسواف بلوشچ
- زوزانا لیت
- والدمار بواشچیک
- آدام تورچیک
- هالینا بِدناش
- ماگدالنا روژاینسکا
- کاژیمیش مازور